# إيفرت إي. كيلي
إيفرت إي. كيلي (بالإنجليزية: Everett Kelly)‏ هو لاعب كرة قدم أمريكية أمريكي، ولد في 8 يناير 1898 في ويتسفيل في الولايات المتحدة، وتوفي في 15 أغسطس 1983 في ماريتا في الولايات المتحدة.